# 東京エンカウント
『東京エンカウント』（とうきょうエンカウント）は、アニメ専門チャンネル「アニメシアターX」（AT-X）で放送されたゲーム番組である。本頁ではその続編に当たる『東京エンカウント弐』（とうきょうエンカウントに）についても解説する。

## 概要
以下、便宜上、番組開始から休止までに放送されたものを「1期」、2014年から再開された「弐」を「2期」とする。
声優の杉田智和と中村悠一がMCを務めるAT-Xの自主制作番組で、マンションの一室のようなセットを舞台に、MCの2人が会話をしながらコンピューターゲームをプレイしていく。
取り上げられるゲームは、80年代から90年代にかけて発売されたゲームが多い。メジャーとは言い難い機種のタイトル（特にネオジオ(SNK)のソフト）が多い。
番組タイトルの題字は、杉田・中村の両人によって書かれたものを使用している。
「1期」番組開始当初、第一話（第一章「お前もどっかへ、飛んでいけ、バカヤロー」）において番組詳細を知らされていなかった杉田智和は購入したばかりの（2010年4月1日発売のNTTドコモ Xperia SO-01B Sensuous Black）の使い方を中村悠一から教わるつもりで同番組は始まった。
開始から約3年にあたる2013年2月17日放送回の番組終了間際に中村の口から番組の終了が告げられ、その際に「充電期間」「いいネタが出たら番組はやる」と復活を匂わせ一旦終了となった。その後、中村と内田真礼(アシスタント)によるゲーム番組『ヘカトンケイルの選択』を挟み、1期終了から約1年後の2014年1月に1時間の特番『大東京エンカウント』（だいとうきょうエンカウント）を単発放送した。
大東京エンカウントより4ヶ月後の2014年5月4日より『東京エンカウント弐』として番組復活を果たした。なお『弐』の回数は第二十五章からと、1期からそのまま章数を継続する形を採っている。
『弐』からの大きな変更点として正式なオープニングが付くようになった。第三十七章以降、本編（OPからEDまで）の放送時間が10数秒短くなっている。またPS4やWii Uなどの比較的新しいゲームも取り上げられている。
2020年4月以降、新型コロナウイルスの影響で収録が延期したとみられ、同年6月に過去のダイジェスト版「外伝『もう一度見たい傑作選』」の前編(ナレーションは杉田)と後編(ナレーションは中村)を放送、9月4日に久々に新作を発表した。

## 放送時間

### 本放送
- 2010年5月 - 2012年9月
  - 5月、8月、11月、2月の第1・第3日曜日 22:30 - 23:00（初回放送・2012年8月まで）
  - 翌週土曜 25:30 - 26:00、翌週日曜 22:30 - 23:00、翌々週土曜 25:30 - 26:00（リピート放送）
  - 7月、10月、1月、4月の第1・第2日曜日 22:30 - 23:00、翌週土曜 25:30 - 26:00（再放送・2012年7月まで）
- 2012年10月 - 2013年2月、2014年5月 - 2015年2月
  - 5月、8月、11月、2月の第1・第3日曜日 24:30 - 25:00（初回放送）
  - 翌週土曜・日曜 24:30 - 25:00、翌々週土曜 24:30 - 25:00（リピート放送）
  - 7月、10月、1月、4月の第1・第2日曜日 24:30 - 25:00、翌週土曜 24:30 - 25:00（再放送）
- 2015年4月 - 2017年2月
  - 5月、8月、11月、2月の第1・第3土曜日 20:30 - 21:00（初回放送）
  - 火曜日 12:30 - 13:00、木曜日 28:00 - 28:30、第2・第4土曜日20:30 - 21:00（リピート放送）
  - ほか再放送あり（不定期）。
- 2017年5月 - 2018年2月
  - 5月、8月、11月、2月の第1・第3土曜日 22:30 - 23:00（初回放送）
  - 火曜日 14:30 - 15:00、金曜日 6:30 - 7:00、第2・第4土曜日22:30 - 23:00（リピート放送）
  - ほか再放送あり（不定期）。
- 2018年6月 - 2019年6月
  - 6月、10月、2月の第1・第3土曜日 22:30 - 23:00（初回放送）
  - 火曜日 14:30 - 15:00、金曜日 6:30 - 7:00、第2・第4土曜日22:30 - 23:00（リピート放送）
  - ほか再放送あり（不定期）。
- 2019年9月 - 現在
  - 3月、6月、9月、12月の第1・第3金曜日 23:30 - 0:00（初回放送）
  - 火曜日 11:30 - 12:00、木曜日 17:30 - 18:00、第2・第4金曜日 23:30 - 0:00（リピート放送）
  - ほか再放送あり（不定期）。

- 特別番組 大東京エンカウント
  - 2014年1月5日 22:35 - 23:30（リピート放送あり）
- 特別番組 東京エンカウント弐 第三十章外伝
  - 2014年12月21日 22:30 - 23:00（リピート放送あり）

### 再放送（第1期終了後）
- 2013年4月1日 - 2013年9月9日
  - 毎週月曜 23:30 - 24:00、水曜 11:30 - 12:00、金曜 29:30 - 30:00、日曜 15:30 - 16:00

AT-X独自の無料放送日（毎月第1土曜日）に放送される場合でも、AT-Xは当番組を無料開放対象外に指定しているためAT-X加入者以外は見る事は出来ない。
また、年末年始の特別編成時に一挙放送されたほか、2020年現在も夏時期の特集編成「ウチの夏フェス!」の一環として集中的に再放送されている。

## 放送リスト
サブタイトルはその回の中で出演者が発したセリフや、プレイしたゲーム内のセリフを引用している。

### 東京エンカウント
| 話数               | サブタイトル                                          | ゲスト                                 | プレイしたゲーム | コーナー・企画                                    | 初回放送日     |
| ------------------ | ----------------------------------------------------- | -------------------------------------- | --- | ------------------------------------------------- | -------------- |
| 第一章             | 「お前もどっかへ 飛んでいけ バカヤロー」              | なし                                   | - 龍虎の拳2 - たけしの戦国風雲児 - 豪血寺一族2 〜ちょっとだけ最強伝説〜                                                           | なし                                              | 2010年5月2日   |
| 第二章             | 「ゲーセンで見かけたら、声をかけてくれよな！」        | なし                                   | - 餓狼伝説 - ゾンビリベンジ - THE KING OF FIGHTERS '98 - クイズ キング・オブ・ファイターズ                                        | なし                                              | 2010年5月16日  |
| 第三章             | 「あのね、ジャンケンしない？」                        | なし                                   | - ブレイジングスター - ラブプラス＋ - ガーディアンヒーローズ                                                                      | なし                                              | 2010年8月1日   |
| 第四章             | 「地獄ってあったんだな…」                             | なし                                   | - フライング・パワー・ディスク - ファミリートレーナー 突撃!風雲たけし城 - マリオカートWii                                         | なし                                              | 2010年8月15日  |
| 第五章             | 「全員リーゼントなんですけど」                        | 梶裕貴 （初ゲスト）                    | - メタルスラッグ5 - Left 4 Dead 2 - ダウンタウン熱血行進曲 それゆけ大運動会                                                       | なし                                              | 2010年11月7日  |
| 第六章             | 「お玉は人を殴る道具じゃない」                        | 梶裕貴 （初ゲスト）                    | - 風雲黙示録 〜格闘創世〜 - ロード オブ アルカナ - 炎の料理人クッキングファイター好                                               | なし                                              | 2010年11月21日 |
| 第七章             | 「魔界でみんなチュウしようぜ！」                      | 櫻井孝宏                               | - ブレイカーズ - 幽☆遊☆白書 魔強統一戦 - AFRIKA                                                                                   | なし                                              | 2011年2月6日   |
| 第八章             | 「社会の縮図だな、これ…」                             | 櫻井孝宏                               | - ワールドヒーローズ2 - Saints Row 2 - モトローダー                                                                               | なし                                              | 2011年2月20日  |
| 第九章             | 「終わらないエンドレスワルツなんだよ」                | 置鮎龍太郎                             | - 超人学園ゴウカイザー - レッド・デッド・リデンプション                                                                           | 東京エンカウント大年表                            | 2011年5月1日   |
| 第十章             | 「バッドエンドが見えちゃうんだよ…」                   | 置鮎龍太郎                             | - ザ・ハウス・オブ・ザ・デッド 2＆3リターン - ゼノギアス                                                                          | ファミコンエンカウント                            | 2011年5月15日  |
| 第十一章           | 「二人同時に あの世へ ランデブーだよ」                | 小清水亜美 三瓶由布子 （初女性ゲスト） | - ニューマンアスレチックス - Halo:Reach                                                                                           | 東京エンカウントおもちゃ箱 アクションバトルドーム | 2011年8月7日   |
| 第十二章           | 「俺、2面見たいよ…」                                  | 小清水亜美 三瓶由布子 （初女性ゲスト） | - ボンバーマン'94 - 迷宮組曲 ミロンの大冒険                                                                                       | あの夏のエンカウント                              | 2011年8月21日  |
| 第十三章           | 「歴史上の中で 一揆が上手くいった事なんかねぇんだよ」 | 下野紘                                 | - 剣神ドラゴンクエスト 甦りし伝説の剣 - いっき - いっき おんらいん                                                                | なし                                              | 2011年11月6日  |
| 第十四章           | 「玄関 開けたら二分で処刑」                           | 下野紘                                 | - ダンジョンエクスプローラー - BIOHAZARD 5 Alternative Edition                                                                    | なし                                              | 2011年11月20日 |
| 第十五章           | 「これがいわゆる トータル戦法ってやつですよ」         | 悠木碧                                 | - ダウンタウンスペシャル くにおくんの時代劇だよ全員集合！ - マリオパーティ8                                                       | なし                                              | 2012年2月5日   |
| 第十六章           | 「これ終わったら ホルモン食いに行く？」               | 悠木碧                                 | - ソニックアドベンチャー2 - Left 4 Dead                                                                                           | なし                                              | 2012年2月19日  |
| 第十七章           | 「お前大統領向きなんじゃない？」                      | なし                                   | - ミューテイション・ネイション - メタルウルフカオス - 聖闘士星矢 黄金伝説                                                         | なし                                              | 2012年5月6日   |
| 第十八章           | 「ノーパン健康法の話だよ？」                          | なし                                   | - ニンジャコマンドー - 嗚呼!野球人生一直線 - エビコレ＋ アマガミ                                                                  | なし                                              | 2012年5月20日  |
| 第十九章           | 「ダボイ大学でパンツレスリングの研究するロボ」        | なし                                   | - キング・オブ・ザ・モンスターズ - -どこでもいっしょ- レッツ学校! - ガンスターヒーローズ                                          | スーパーファミコンエンカウント                    | 2012年8月5日   |
| 第二十章           | 「たぶん視聴者って、こういう戦い求めてないよね」      | なし                                   | - 幕末浪漫第二幕 月華の剣士 〜月に咲く華、散りゆく花〜 - ゲイングランド - ダイナマイト刑事                                        | 東京エンカウント尋ね人                            | 2012年8月19日  |
| 第二十一章         | 「最初のキャラメイクは何だったんだ…」                 | 江口拓也                               | - 戦国伝承 - 超兄貴 - グランド・セフト・オートIV コンプリート・エディション                                                       | なし                                              | 2012年11月4日  |
| 第二十二章         | 「レッドドラゴンはびびっているうう！！」              | 江口拓也                               | - ストリートファイターIIターボ - 百の世界の物語 - ゴールデンアイ 007                                                              | なし                                              | 2012年11月18日 |
| 第二十三章         | 「卑しいですか マイウエイ」                           | 水樹奈々                               | - ジョジョの奇妙な冒険 未来への遺産HDVer. - ガチャろく - くまうた                                                                 | なし                                              | 2013年2月3日   |
| 第二十四章         | 「絶対子供に見せちゃいけない画だと思うよ」            | 水樹奈々                               | - くりクリミックス - Dead Island                                                                                                  | なし                                              | 2013年2月17日  |
| 大東京エンカウント | （サブタイトルなし）                                  | 桑島法子 （映像出演）                  | - 痛快GANGAN行進曲 - ファイナルファイト2 - マリオペイント - アーミー オブ ツー: ザ・デビルズカーテル - ティンクルスタースプライツ | 大東京エンカウント大年表                          | 2014年1月5日   |

### 東京エンカウント弐
| 話数           | サブタイトル                                                           | ゲスト                                  | プレイしたゲーム | コーナー・企画 | 初回放送日      |
| -------------- | ---------------------------------------------------------------------- | --------------------------------------- | --- | --- | --------------- |
| 第二十五章     | 「誰の充電期間だったの？」                                             | なし                                    | - 風雲スーパータッグバトル - エレベーターアクション デラックス - How to Survive:ゾンビアイランド                                                    | アーケードエンカウント： - ずんずん教の野望 | 2014年5月4日    |
| 第二十六章     | 「リアルに今の状況じゃねーか」                                         | なし                                    | - 戦国伝承2001 - 爆笑!!人生劇場2 | 東京エンカウントアーカイブス〜対戦型格闘ゲーム アーケード編〜： - ファイティングストリート | 2014年5月18日   |
| 第二十七章     | 「神に仕える者は、刃物ではなく鈍器だ」                                 | 櫻井孝宏 （第2期初ゲスト、2回目の登場） | - ニンジャウォーリアーズ - ダンジョンズ&ドラゴンズ -ミスタラ英雄戦記- - リトルビッグプラネット                                                      | アーケードエンカウント： - ダンシングアイ | 2014年8月3日    |
| 第二十八章     | 「これガうれしいという キモチ？」                                      | 櫻井孝宏 （第2期初ゲスト、2回目の登場） | - 激写ボーイ - パックマンパーティ | カジノエンカウント： - 熱血硬派くにおくん | 2014年8月17日   |
| 第二十九章     | 「ガードの堅い女は、案外正面を切って口説くのがいい」                   | 宮野真守                                | - 少年忍者サスケ - タントアール - マックス アナーキー                                                                                               | なし | 2014年11月2日   |
| 第三十章       | 「天使なんかじゃない」                                                 | 宮野真守                                | - スーパーストリートファイターII - デアデビルダービー - びっくり熱血新記録!はるかなる金メダル                                                       | なし | 2014年11月16日  |
| 第三十章外伝   | 「お前 気のこと忘れちゃったのかよ」                                    | 宮野真守                                | - びっくり熱血新記録!はるかなる金メダル（EDのみ）                                                                                                   | 東京エンカウント大年表 アーケードエンカウント： - マッハブレイカーズ | 2014年12月21日  |
| 第三十一章     | 「カーソルぶつけてくるんですよ」                                       | 上坂すみれ （第2期初女性ゲスト）        | - ヴァンパイア リザレクション - ミスランド2 - レイマン オリジン                                                                                     | アーケードエンカウント： - アウトフォクシーズ | 2015年2月1日    |
| 第三十二章     | 「高橋って知ってる？あいつ超えるから」                                 | 上坂すみれ （第2期初女性ゲスト）        | - 超兄貴 究極無敵銀河最強男 - キャプテンコマンドー - サラリーマンチャンプ たたかうサラリーマン                                                      | 思ゲーエンカウント： - テイルズ オブ ファンタジア | 2015年2月15日 s |
| 第三十三章     | 「ネジ職人みたいになっちゃうからよ」                                   | なし                                    | - 魁!!男塾 - クイズ&バラエティすくすく犬福 - 鈴木爆発                                                                                               | アーケードエンカウント： - エイリアンシンドローム | 2015年5月2日    |
| 第三十四章     | 「シッポがいかんのじゃないわ ボールのほうだな」                        | なし                                    | - フォゴットンワールド - ソウルキャリバーV - シーマン2〜北京原人育成キット〜                                                                        | クイズ!ゲームミュージックエンカウント | 2015年5月16日   |
| 第三十五章     | 「ハンドガンとかのレベルで物事を図ってないよ」                         | 岡本信彦                                | - 電撃文庫 FIGHTING CLIMAX - Borderlands 2 | アーケードエンカウント： - まじかるで〜と ドキドキ告白大作戦 | 2015年8月1日    |
| 第三十六章     | 「僕らの一日がこうやって終わっていくんですね」                         | 岡本信彦                                | - 星のカービィ スーパーデラックス - 戦場の狼II - ストリートファイターII' TURBO - 夏色ハイスクル★青春白書                                            | アナログゲームを教えてあげるinエンカウント： - コヨーテ | 2015年8月15日   |
| 第三十七章     | 「まるで経験があるような言い方だな」                                   | 阪口大助                                | - ビューティフルジョー バトルカーニバル - タイムギャル＆忍者ハヤテ                                                                                  | アーケードエンカウント： - スーパーマッスルボマー | 2015年11月7日   |
| 第三十八章     | 「追いつめられた狐はジャッカルより凶暴だ！」                           | 阪口大助                                | - 私立ジャスティス学園 熱血青春日記2 - ファミリートレーナー アスレチックワールド                                                                    | 僕のヴァージンエンカウント： - ドルアーガの塔 | 2015年11月21日  |
| 第三十九章     | 「とんでもない物を盗んで行きました 筐体の基盤です」                    | 堀江由衣                                | - 獣王記 - ララ・クロフト アンド テンプル オブ オシリス                                                                                             | アーケードエンカウント： - ロックマン・ザ・パワーバトル | 2016年2月6日    |
| 第四十章       | 「ヒョンヒョロってなに？」                                             | 堀江由衣                                | - ファミリージョッキー - 藤子・F・不二雄キャラクターズ 大集合!SFドタバタパーティー!!                                                                | 助太刀エンカウント： - モンスターハンタークロス | 2016年2月20日   |
| 第四十一章     | 「何もない虚空 見てるじゃねぇか」                                      | 下野紘 （2回目の登場）                  | - ADVANCED V.G. - SIREN:New Translation - ダウンタウン熱血行進曲 それゆけ大運動会 〜オールスタースペシャル〜 - PlayStation VR                       | アーケードエンカウント： - パワード ギア | 2016年5月7日    |
| 第四十二章     | 「俺ら80年生まれは視聴率100%だった」                                   | 下野紘 （2回目の登場）                  | - プレイステーション オールスター・バトルロイヤル - アイビィ・ザ・キウィ? - トライン ザ ロストレリック - NET CATCHER NETCH                          | クイズ！俺たちの青春エンカウント | 2016年5月21日   |
| 第四十三章     | 「チャーシューになっちゃう」                                           | 小松未可子                              | - バレーボールTwin - ぽっちゃり☆プリンセス | アーケードエンカウント： - アラビアンファイト | 2016年8月6日    |
| 第四十四章     | 「タマに出るんだよな この闇の部分が」                                  | 小松未可子                              | - ダライアスバースト クロニクルセイバーズ - つみきBLOQ                                                                                              | レトロゲームチャレンジエンカウント | 2016年8月20日   |
| 第四十五章     | 「お前の所をクラックダウンさせてやろうか」                             | なし                                    | - ファイヤースープレックス - クラックダウン - レインボーシックス ベガス2                                                                            | アーケードエンカウント： - エイリアンストーム | 2016年11月5日   |
| 第四十六章     | 「ゲーム始めて5分くらいで極めてしまったな」                            | なし                                    | - マールDEジグソー - バイオハザード アンブレラ・クロニクルズ - Salt and Sanctuary                                                                   | アニメオープニングエンカウント： - 魔界戦記ディスガイア2 - 超鋼戦紀キカイオー - 封神領域エルツヴァーユ ゲームミュージック演奏チャレンジ | 2016年11月19日  |
| 第四十七章     | 「手を振るだけで1万人もファン増えるんだ･･･」                           | 悠木碧 （2回目の登場） 竹達彩奈         | - キング・オブ・ザ・モンスターズ２ - 超魔界村 - ご当地鉄道 〜ご当地キャラと日本全国の旅〜                                                           | クイズ借り物競争 - トゥルー・ラブストーリー | 2017年2月4日    |
| 第四十八章     | 「親の顔より見たファミコンだよ」                                       | 悠木碧 （2回目の登場） 竹達彩奈         | - ミラクルロピット 〜2100年の大冒険〜 - HELLDIVERS                                                                                                  | アーケードエンカウント： - 対戦タントアールサシっす!! キャラクター年齢並べ替えクイズ | 2017年2月18日   |
| 第四十八章外伝 | 「ひとつひとつのキャラソンを大事に歌おうと思いました」                 | 悠木碧 （2回目の登場） 竹達彩奈         | - あやかし忍伝 くの一番（OPのみ） | 私の宝物エンカウント： - ファイナルファンタジー・クリスタルクロニクル | 2017年3月29日   |
| 第四十九章     | 「なんともエンカウントらしいステージだったね」                         | なし                                    | - ハイパーデュエル - 熱血高校ドッジボール部 PC番外編 - トライアルズ フュージョン                                                                    | アーケードエンカウント： D.D.クルー | 2017年5月6日    |
| 第五十章       | 「ほう フェアウェイかい」                                              | なし                                    | - バトルフォーミュラ - スナイパーエリートV2 | 第1回 ファミコンソフト世界王者決定戦（タイトー編）： - 究極ハリキリスタジアム 平成元年版 - FRONT LINE - ゴルフッ子オープン - DON DOKO DON | 2017年5月20日   |
| 第五十一章     | 「ヤマト発進！」                                                       | 戸松遥 豊崎愛生                         | - ビーチスパイカーズ - Lovers in a Dangerous Spacetime - クロックタワー                                                                             | なし | 2017年8月5日    |
| 第五十二章     | 「ユーチューバーはゲームオーバーです」                                 | 戸松遥 豊崎愛生                         | - 闘神伝 - ミブリー&テブリー Dance Dance Revolution X                                                                                               | なし | 2017年8月19日   |
| 第五十三章     | 「シチューおじさん」                                                   | 阪口大助 （2回目の登場） 西山宏太朗     | - チューチューロケット! - WILD GUNS Reloaded - DEMENTO                                                                                              | なし | 2017年11月4日   |
| 第五十四章     | 「アトランチスにもっとも近い男」                                       | 阪口大助 （2回目の登場） 西山宏太朗     | - SEGA SOCCER SLAM - 珍スポーツ | リベンジエンカウント： - NIGHTS - アトランチスの謎 | 2017年11月18日  |
| 第五十五章     | 「俺こんな人間じゃないからね」                                         | 細谷佳正                                | - ダイナマイト刑事2 - スーパーモンキーボール2 - デッドアイランド:リップタイド                                                                       | なし | 2018年2月3日    |
| 第五十六章     | 「あいつキリングマシーンだぜ」                                         | 細谷佳正                                | - ケリオトッセ - ダウンタウン乱闘行進曲 かちぬきかくとうSP                                                                                          | メモリーズエンカウント： - 新・忍伝 - パンツァードラグーン ツヴァイ - バーチャファイター2 | 2018年2月17日   |
| 第五十七章     | 「ヤムチャが死んじゃうでしょうが！」                                   | 小野大輔                                | - カダッシュ - ドラゴンボール ファイターズ | アーケードエンカウント： - ライトブリンガー | 2018年6月2日    |
| 第五十八章     | 「竜巻旋風脚のレベルじゃねぇな」                                       | 小野大輔                                | - 閃乱カグラ PEACH BEACH SPLASH - LocoRoco | 思い出のゲームトーク＆プレイ： - バーニングレンジャー - THE KING OF FIGHTERS '94 | 2018年6月16日   |
| 第五十九章     | 「弱パンチ強パンチ弱キックしか無いってどういう事？」                   | 緑川光                                  | - 超兄貴 爆烈乱闘篇 - TRINE 2:Complete Story - NINJA MASTER'S〜覇王忍法帖〜                                                                         | アーケードエンカウント： - 堕落天使 | 2018年10月6日   |
| 第六十章       | 「珍遊記のオチみたいになっている」                                     | 緑川光                                  | - トバル2 - 2DARK | あの頃のファミコンエンカウント： - スターラスター - 熱血高校ドッジボール部 - バトルシティー | 2018年10月20日  |
| 第六十一章     | 「何も達成できてないけど終わっていいんじゃないかと思ってる」           | 内田雄馬                                | - カプコン ファイティング ジャム - How to Survive:ゾンビアイランド2                                                                                 | アーケードエンカウント： - エドワードランディ | 2019年2月2日    |
| 第六十二章     | 「あっ…二十歳の姉さん」                                                | 内田雄馬                                | - カプコン ベルトアクション コレクション - ぎゃる☆がん                                                                                              | やってみたかったオールドゲームエンカウント： - スペランカー - みんなでスペランカーZ | 2019年2月16日   |
| 第六十三章     | 「罠に引っ掛かったでしょ 俺の仕掛けた」                                | 井口裕香 日笠陽子                       | - Blade Strangers - Friday the 13th: The Game | アーケードエンカウント： - ワイルドファング | 2019年6月1日    |
| 第六十四章     | 「俺を絶対 最後にするなよ」                                            | 井口裕香 日笠陽子                       | - 三國無双 - フレ！フレ！ボウリング - ラビッツ・パーティー                                                                                          | なし | 2019年6月15日   |
| 第六十五章     | 「俺は未だになんで博士が当然のように仲間になってるか分かってない」     | 小野賢章                                | - ファイターズヒストリー・ダイナマイト - ラチェット＆クランク オールフォーワン                                                                      | アーケードエンカウント： - ザ・グレイト・ラグタイムショー | 2019年9月6日    |
| 第六十六章     | 「でもまた借金すればいいのか」                                         | 小野賢章                                | - つっぱり大相撲 - スリー・ダーティ・ドワーブズ - わくわくダービー                                                                                  | なし | 2019年9月20日   |
| 第六十七章     | 「俺はジェイク・ホワイト 両腕がサイボーグだ」                          | 安元洋貴                                | - ワンダーボーイIII モンスターレア - Dead by Daylight                                                                                               | アーケードエンカウント： - ナイトスラッシャーズ | 2019年12月6日   |
| 第六十八章     | 「マービン 赤ちゃんはどこからくるの？」                                | 安元洋貴                                | - モトローダーII - デカボイス - ヴィクター・ヴラン オーバーキル エディション                                                                        | なし | 2019年12月20日  |
| 第六十九章     | 「俺はこのゲーム止めねぇからよ だから お前らも止まるんじゃねぇぞ」     | なし                                    | - クルードバスター - がんばれゴエモン〜ゆき姫救出絵巻〜                                                                                             | アーケードエンカウント： - アイドル雀士スーチーパイSpecial | 2020年3月6日    |
| 第七十章       | 「えっ？今度はヌードですって？？」                                     | なし                                    | - 天外魔境II 卍MARU - 大魔界村 - ネクタリス - グラディウス - あっぱれ!ゲートボール - PARASOL STARS - マイ・ベスト・フレンズ St.アンドリュー女学園編 | なし | 2020年3月20日   |
| 第七十一章     | 「ひょっとして俺は今必要のない殺しをやった？」                         | なし                                    | - ザ・ファイヤーメン2 ピート & ダニー - ヒットマン2                                                                                                 | なし | 2020年9月4日    |
| 第七十二章     | 「美輪さんにかけちゃダメっていうこと教えてくれてる」                   | なし                                    | - Travis Strikes Again: No More Heroes Complete Edition - YOUR TOY キミノオモチャ                                                                   | なし | 2020年9月18日   |
| 第七十三章     | 「言っちゃいけないFワードみたいなの言ってなかった？」                  | なし                                    | - ファイヤープロレスリング ワールド | アーケードエンカウント特別編： - アストロシティミニ - 青春スキャンダル - ゴールデンアックス デスアダーの復讐 - ダークエッジ - ワンダーボーイ - バーチャファイター                                                                            | 2020年12月4日   |
| 第七十四章     | 「通称ピザハウスって言ってバカにされてるんでしょ」                     | なし                                    | - サムライスピリッツ ネオジオコレクション - 闇の仕事人 KAGE - ムービングアウト                                                                      | なし | 2020年12月18日  |
| 第七十五章     | 「よかったよ このチャンネルがペイチャンネルで」                        | 八代拓                                  | - TOKYO JUNGLE - ドラゴンズクラウン | なし | 2021年3月5日    |
| 第七十六章     | 「ピンチでやられてる方に興奮してたんですよ」                           | 八代拓                                  | - エレメンタルマスター - THE 地球防衛軍 - ガチャろく2 〜今度は世界一周よ!!〜                                                                        | なし | 2021年3月19日   |
| 第七十七章     | 「タッチの原田君のくだりから調子悪くなった」                           | 鈴村健一                                | - 改造町人シュビビンマン - 重装機兵ヴァルケン - パーティークイズ MEGA Q                                                                             | なし | 2021年6月4日    |
| 第七十八章     | 「今度は寿司を食うぜぇ」                                               | 鈴村健一                                | - カプコンアーケードスタジアム - バイオニックコマンドー - バトルサーキット ギガンティック ドライブ                                                  | なし | 2021年6月18日   |
| 第七十九章     | 「なんでそんな悲しみのオランウータンみたいな」                         | 白石晴香                                | - バーチャル飛龍の拳 - アーケードアーカイブス Track & Field - スーパーボンバーマンR                                                                 | なし | 2021年9月3日    |
| 第八十章       | 「小学校の国語の先生こんな風に褒めてくれなかった」                     | 白石晴香                                | - クラッシュ・バンディクー - 財団法人日本漢字能力検定協会公認漢検Wii漢字王決定戦 - ベア・ナックルIV                                                 | 超兄貴サブタイエンカウント： - 超兄貴 爆烈乱闘篇 - 超兄貴〜究極無敵銀河最強男〜 - 超兄貴〜究極…男の逆襲〜 - 超兄貴 男の魂札 - 超兄貴〜聖なるプロテイン伝説〜                                                                                 | 2021年9月17日   |
| 第八十一章     | 「遊んでるわコイツ…悪魔城で遊んでるわ」                                | 石谷春貴                                | - Gダライアス - ジグソーパ～ティ～ - 悪魔城ドラキュラ                                                                                               | フラッシュ記憶エンカウント： - 忍者くん魔城の冒険 - デビルワールド - 魔界村 - アイスクライマー - スパルタンX - ドラゴンクエストII 悪霊の神々 - エキサイトバイク - ROCKMAN3 Dr.ワイリーの最期!? - イー・アル・カンフー - ダウンタウン熱血物語 | 2021年12月3日   |
| 第八十二章     | 「ビリーはシャイボーイだね」                                           | 石谷春貴                                | - XI[sái] - バイオハザード HDリマスター - サンセットライダーズ                                                                                      | ステージ合わせエンカウント： - SAMURAI SPIRITS | 2021年12月17日  |
| 第八十三章     | 「これからどうする？さあ？どこかへ行くさ」                             | なし                                    | - アーケードアーカイブス マグマックス - セインツロウ ザ・サード：リマスタード                                                                       | アーケードエンカウント： - ナックルバッシュ ヨッシー積み上げエンカウント | 2022年3月4日    |
| 第八十四章     | 「奴への殺意が爆発するところだった」                                   | なし                                    | - アケアカNEOGEO ショックトルーパーズ セカンドスカッド - ウエスタンキッズ                                                                           | アーケードエンカウント： - スーパーロコモーティブ ホイミの湯エンカウント | 2022年3月18日   |
| 第八十五章     | 「いつも思う 俺たぶん開発者の思惑通りに 遊んでんだろうな」             | なし                                    | - テラクレスタ - コスモポリス ギャリバン - TATSUJIN - BATSUGUN - レッドアリーマーII                                                                 | アーケードエンカウント： - 究極戦隊ダダンダーン | 2022年6月3日    |
| 第八十六章     | 「これのせいで 仕事干されるとかないよね？」                            | なし                                    | - B-WINGS - THE KING OF FIGHTERS XV - セガサターン版メモリアルセレクションVOL.2                                                                     | なし | 2022年6月17日   |
| 第八十七章     | 「西部の男とは思えないけど大丈夫かな」 （45分枠のスペシャル版）        | 花江夏樹                                | - クレイジータクシー3 ハイローラー - レッド・デッド・リデンプション・アンデッド・ナイトメア                                                         | アーケードエンカウント： - ザ・ランブルフィッシュ2 | 2022年12月9日   |
| 第八十八章     | 「この番組始まって以来 悔しいかもしれない」 （45分枠のスペシャル版）   | 花江夏樹                                | - せがた三四郎 真剣遊戯 - ザ・ハウス・オブ・ザ・デッド                                                                                              | アーケードエンカウント： - 超鋼戦紀キカイオー | 2022年12月23日  |
| 第八十九章     | 「俺がこれまで何本のレーザー避けてきたと思ってんだよ」                 | 前野智昭                                | - ロックマン2 | アーケードエンカウント： - バイオレントストーム 新コーナー告知「挑戦状エンカウント」 | 2023年3月3日    |
| 第九十章       | 「枕の上にタオルとか敷くと思うけど そのタオル取って目に縛るとか」      | 前野智昭                                | - 電脳戦機バーチャロン - ファイナルファンタジーVII                                                                                                  | 今の気分でNo.1エンカウント | 2023年3月17日   |
| 第九十一章     | 「スポンサー帝愛かなんかなの？」                                       | 加藤英美里                              | - アンジェリークSpecial - 悪魔城伝説 | 挑戦状エンカウント： - つっぱり大相撲 立身出世編 | 2023年6月2日    |
| 第九十ニ章     | 「日本人ならばお茶漬けを食べよう永谷園の海苔」                         | 加藤英美里                              | なし | アーケードエンカウント： - 天外魔境真伝 あのゲームのあのSEエンカウント： - ファイナルファンタジーIV - バーチャファイター3 - ゾンビリベンジ - アクトレイザー 挑戦状エンカウント： - トランスフォーマー コンボイの謎                           | 2023年6月16日   |
| 第九十三章     | 「こんや、12じ、だれかがしぬ の前に死にました」                        | 菅沼久義                                | なし | 挑戦状エンカウント： - SIMPLE1500シリーズ Vol.57 THE 迷路 アーケードエンカウント： - サムライスピリッツ2 〜アスラ斬魔伝〜 エンディングエンカウント： - アルバートオデッセイ                                                                  | 2023年9月8日    |
| 第九十四章     | 「2回もジャンルセレクトでアダルトを選びおって」                        | 菅沼久義                                | なし | 挑戦状エンカウント： - SIREN アーケードエンカウント： - クイズ迷探偵NEO＆GEO クイズ大捜査線パート2 | 2023年9月22日   |
| 第九十五章     | 「四十肩バットマンだから手が上がんねぇのよ」                           | なし                                    | - アステロイド | 挑戦状エンカウント： - バットマン - 侍〜SAMURAI〜 | 2023年12月8日   |
| 第九十六章     | 「日笠の運転がそんな感じだよ」                                         | 日笠陽子 （2回目の登場）                | アーケードエンカウント - ガイアポリス〜黄金鷹の剣〜                                                                                                 | 挑戦状エンカウント - がんばれゴエモン2 奇天烈将軍マッギネス | 2023年12月22日  |
| 第九十七章     | 「スプリンクラーにするみたいなやつヤメてください」                     | 青木瑠璃子                              | - マジカルドロップ - バーチャコップ | 挑戦状エンカウント - ザ・キング・オブ・ファイターズ'95 | 2024年3月1日    |
| 第九十八章     | 「中村様のありがたいビデオ」                                           | 青木瑠璃子                              | アーケードエンカウント - ファイティングファンタジー                                                                                                 | 挑戦状エンカウント - セガ スーパースターズ | 2024年3月15日   |
| 第九十九章     | 「俺が言うのもなんだが顔色が悪いぞ」                                   | 水樹奈々 （2回目の登場）                | - UFOロボ グレンダイザー たとえ我が命つきるとも - ソルディバイド                                                                                    | アーケードエンカウント - Dark Seal II | 2024年6月7日    |
| 第百章         | 「食洗器ってここにしか出ないんだけど ずっと言うから食洗器の話」        | 水樹奈々 （2回目の登場）                | - 魂斗羅 オペレーション ガルガ | 挑戦状エンカウント - 龍が如く8 | 2024年6月21日   |
| 第百一章       | 「よし！これなら俺のジェンダーフリーパンチを喰らえ」                   | 林勇                                    | - 私立ジャスティス学園 LEGION OF HEROES - ダウンタウンスペシャル くにおくんの時代劇だよ全員集合！                                                   | リベンジエンカウント - ファイナルファイト | 2024年9月6日    |
| 第百ニ章       | 「せっかく助けたのにな じゃあ助けに来なきゃよかった」                  | 林勇                                    | - ダブルドラゴンII ザ・リベンジ | 挑戦状エンカウント - ミスティックウォリアーズ | 2024年9月20日   |
| 第百三章       | 「ウォシュレットでも初めて使ったのかな？」                             | 井澤詩織                                | - ソニックスーパースターズ | 挑戦状エンカウント - ロックマン7 宿命の対決! - ウルフファング 空牙2001 | 2024年12月6日   |
| 第百四章       | 「俺自身が災害かもしれない」                                           | 井澤詩織                                | - 出たなツインビーヤッホー! DELUXE PACK - TOKYO JUNGLE                                                                                              | | 2024年12月20日  |
| 第百五話       | 「年相応っていうか30歳ですけど」                                       | 小林千晃                                | - バイオハザード5 | 挑戦状エンカウント - がんばれゴエモン きらきら道中〜僕がダンサーになった理由〜 | 2025年3月7日    |
| 第百六章       | 『エロ同人みたいな会話だった「俺にも残しといてくれ」とか言ってたから』 | 小林千晃                                | - エスプレイドΨ | 挑戦状エンカウント - 正義の味方 | 2025年3月21日   |

## コーナー
対決コーナー
正式名称は特になし。通称、箱のコーナー。杉田・中村が毎回白い箱の中に入った様々なクイズやゲームで対決するコーナー。正解者や勝者にはポイントや景品が与えられるが、ポイントの数を競っているのかどうか、そもそも貯まったポイントが何になるのかは全く明かされていないうえ、中には「成功（正解）したら2人にポイント」というものもあり、（特に中村から）存在の意義を問われている。
第五十二章では、ゲストの戸松遥と豊崎愛生の2人がこのコーナーに参加。中村・杉田とは別撮りで撮影が行われた。なお、このゲスト2人にもポイントが与えられたが、用途など具体的な概要については明らかにされずに終わっている。また、第八十八章でも同様にゲストの花江夏樹が別撮りで参加し、正解してポイントを獲得した。

東京エンカウント大年表
第九章で初登場。コンピューターゲームとゲストの年表を比較し「トークに花を咲かせる」コーナー。

ファミコンエンカウント
第十章で初登場。アタッシェケースに詰められたファミコンのカセットをソフトの名前が見えない状態でひとつ選び、そのゲームについて語るコーナー。第十九章では『スーパーファミコンエンカウント』と題してスーパーファミコンのカセットで行った。『ファミコン-』に比べてカセットはソフトによって違う色が使われているがスーパーファミコンのカセットはすべて灰色であるため、選んだカセットが何なのか全く想像がつかなくなった。

東京エンカウントおもちゃ箱
第十一章で登場。コンピューターゲームではなく玩具をプレイするコーナー。この回はアクションバトルドームをプレイした。

あの夏のエンカウント
第十二章で登場。夏にプレイしたゲームを絵日記にして紹介するコーナー。

東京エンカウント尋ね人
第二十章で登場。著作権上、番組でコンピューターゲームを（映像や画像を使用して）紹介するには権利を持つ許諾先に許可を得る必要があるが、時期が経過したものはその許諾先が不明なものがあるため、何処に許可を得ればよいか番組を通し視聴者に呼びかけるコーナー。この回では『マイクロマシーンズ』『トイレキッズ』『悪魔の招待状』の承諾先情報を募集したが、現在でもこれらのゲームをプレイしたことはない。

アーケードエンカウント
第二十五章で初登場。家庭用ではないアーケードゲームをプレイするコーナー。初回である第二十五章ではゲームの基板とコントロールパネル、ハーネスなどを用意し、組み立てるところから行った。第二十七章以降は既に組み立てられた状態でコーナーがスタートする。

東京エンカウントアーカイブス
第二十六章で登場。あるジャンルのゲームタイトルを並べた表を見ながらトークを行う。

カジノエンカウント
第二十八章で登場。ゲームに関する4択クイズが出題され、正解だと思う答えにそれぞれがチップをBET。正解を確認するために実際にゲームを行い、正解すれば景品がプレゼントされる。

思ゲーエンカウント
第三十二章で登場。ゲストが思い入れのあるゲームベスト3をランキングで紹介し、その中で紹介されたゲームをプレイする。

クイズ!ゲームミュージックエンカウント
第三十四章で登場。ゲームミュージックのイントロを聴き、その曲が使われているゲーム名または曲名までを早押しクイズで答える。このコーナー内では普段使われている早押しボタンではなく電動式の大型の早押し機が使用された。全10問で多く正解した方が「ゲームミュージックイントロ王」なる称号を手に入れる。

アナログゲームを教えてあげるinエンカウント
第三十六章にて岡本信彦が持ち込んだ企画でタイトルも岡本が命名。『東京エンカウントおもちゃ箱』以来の非電源ゲームを遊ぶコーナーで、この回は『コヨーテ』をプレイした。

僕のヴァージンエンカウント
第三十八章で登場。初めて買ったゲームの思い出を語る&ゲームプレイのコーナー。ちなみにゲストの阪口大助が初めて購入したソフトはファミリーコンピュータの『ドルアーガの塔』。

助太刀エンカウント
第四十章で登場。ゲストの堀江由衣がハマっている『モンスターハンタークロス』を杉田・中村が助太刀するという企画。

クイズ！俺たちの青春エンカウント
第四十二章で登場。ゲストの下野紘含め3人とも同年代ということで80年代から90年代を中心としたクイズで競い合う企画。

レトロゲームチャレンジエンカウント
第四十四章で登場。ファミコンなど古いゲームに触れてこなかったであろう若年層ゲストに古き良きゲームを挑戦してもらう企画。制限時間30分以内に用意した10本のゲームの1面を5本クリア、ヘルプとして中村＆杉田を1回ずつ使うことができる。

アニメオープニングエンカウント
第四十六章で登場。心に残るゲームのアニメーションオープニングムービーを紹介し、その魅力を伝える企画。

私の宝物エンカウント
第四十八章外伝で登場。ゲストの竹達彩奈・悠木碧の2人が今までやり込んできたゲームの中で、宝物と思えるゲームを中村・杉田に紹介する企画。

ファミコンソフト世界王者決定戦
第五十章にて第1回「タイトー編」として登場。タイトーのファミコンカセット5本の中から杉田・中村が先攻後攻で順番に選び、2人でプレイして対決する企画。ただしカセットの表面は隠され、代わりにキャッチコピーが書かれその内容からタイトルを予想しながら選ぶ。

リベンジエンカウント
第五十四章で登場。ゲストが過去にクリアできなかったゲームをリベンジしクリアを目指す企画。クリアできなかった本人を含め出演者全員で回しプレイする。

メモリーズエンカウント
第五十六章で登場。ゲストの細谷佳正の思い入れ深いゲームを手に取りながら当時の思い出を聞いていく企画。

フラッシュ記憶エンカウント
第八十一章で登場。一定時間内に流れる10本のファミコンソフトのパッケージを記憶し順番通りに答える。

ステージ合わせエンカウント
第八十二章で登場。登場キャラクターとステージ背景の組み合わせを答える。

## エピソード
- 後ろの棚には前述のネオジオをはじめ、Xbox 360、PS3、ドリームキャスト、セガサターン、メガドライブ、PCエンジン、Atari Jaguar[注 5]などの歴代ゲーム機や周辺機器（ファミリートレーナーなど）・ソフトなどが置かれている(中村曰く「時代の主流になったハードが少ない」)。また#1で杉田がかぶっていた天狗の面や、餓狼伝説シリーズの不知火舞・MOTHERシリーズのどせいさんなどのフィギュア、『ゲーメスト』本誌など番組内で登場したグッズのほとんどは後日の収録から棚に飾られている。
- 番組内のアイキャッチは、直前にプレイしたゲームや話題になったネタに関連した音声やBGMなどが使用される。
- 杉田はAT-Xに加入していないため、チェックの時に貰ったVTRでしか本番組を見た事がない。
- 1期の収録をしていた部屋は終了直後に無くなる予定だったが、大東京エンカウントの収録の為に無理やりお願いをして取り壊しを待ってもらっていた[4]。
- 第二十八章「カジノエンカウント」での最後の問題は「熱血硬派くにおくん」でのくにおくんのボス戦での勝利ボイスが何かを当てる問題で、実際にプレイして確かめるという事になったがボス戦が難しすぎて勝利出来ず櫻井のいる間に「正解が出ない」という結果に至った[注 6]。

## スタッフ
- ナレーター - 近藤隆
- ゲームアドバイザー - 酒缶
- 撮影 - 鈴木啓朗
- VE - 清水昭雄
- 音声 - 吉澤紀幸
- CA - 山添雅矢、津島那奈
- 編集 - 竹本歩
- MA音効 - 嶋田茂
- メイク - 馬田恵美、福田彩
- 構成 - 松林健
- AD - 金幸貞
- ディレクター - もりしー（森島孝志、OPUS+）
- 演出 - 師岡靖成
- プロデューサー - 柏木豊（AT-X）、北村雅弘（オクトパス）
- 制作 - OCTOPUS inc.、AT-X